# Rastremazione
La rastremazione (di cui il simbolo è ⌲) è la riduzione di sezione, principalmente nelle strutture architettoniche, realizzata per un corretto rapporto fra i carichi applicati e la sezione resistente. Le strutture alla base di un edificio sono infatti gravate da tutto il peso dello stesso e devono avere una sezione maggiore di quelle all'ultimo piano che devono sostenere solo se stesse e il tetto. Tale variazione può essere continua, come, ad esempio, nelle colonne di forma tronco conica e nelle travi di coperture a sbalzo, o, più comunemente, discontinua, come nelle pareti in muratura e nei pilastri di cemento armato.
La rastremazione dei fusti delle colonne secondo precise proporzioni è una delle caratteristiche degli ordini architettonici greci.

## Altri significati
La stessa tecnica viene utilizzata in ambito aeronautico per ottenere che, a parità di superficie e apertura alare, la maggior parte dello sforzo di sostentamento venga esercitata alla base dell'ala, dove genera un minore momento flettente. Grazie a questo accorgimento è possibile realizzare una struttura più leggera. Un'eccessiva rastremazione dell'ala potrebbe portare a fenomeni di stallo all'estremità della stessa ed è quindi da evitare.
Viene definita rastremazione anche la leggera conicità degli stampi e delle lingottiere in cui vengono effettuate le colate di metallo fuso, realizzata per facilitare l'estrazione del pezzo.
La rastremazione, in geometria descrittiva, indica l'operazione di modellazione tridimensionale atta a trasformare una superficie ottenuta come proiezione parallela di una figura piana delta (come il cilindro ed il prisma), in un'altra superficie che si ottiene come proiezione conica della stessa figura delta (come il cono e la piramide). 
Per esempio, con tale operazione, si può ottenere un tronco di cono come trasformazione rastremata di un cilindro, nella condizione in cui tali superfici abbiano in comune una stessa base ed uno stesso asse.